# Confine tra Ruanda e Uganda
Il confine tra il Ruanda e l'Uganda ha una lunghezza di 172 km va dal triplice confine con la Repubblica Democratica del Congo a ovest, fino al triplice confine con la Tanzania a est.

## Descrizione
Circa il 40% della frontiera ruandese-ugandese è costituito da corsi d'acqua. Il confine parte dal triplice confine con la Repubblica Democratica del Congo sulla vetta del monte Sabinyo e attraversa inizialmente un'area montuosa di origine vulcanica e il talweg del fiume Vigaga. Il tracciato attraversa in seguito una seconda area montuosa per seguire successivamente i talweg dei fiumi Lubirizi, Muvogero e Kakitumba fino al triplice confine con la Tanzania. Quest'ultimo si trova alla confluenza del talweg del Kakitumba e del fiume Kagera. Il confine separa la Provincia Settentrionale e la Provincia Orientale del Ruanda dalla Regione Occidentale ugandese. Il confine è demarcato dai pilastri e dai torrenti.

## Storia
Il confine tra i due paesi risale all'epoca coloniale quando Gran Bretagna e Germania, a partire dal 1886, stabilirono le loro reciproche sfere di influenza poste tra la sponda orientale del lago Vittoria e l'Oceano Indiano che furono ribadite da un trattato anglo-tedesco del 1890.

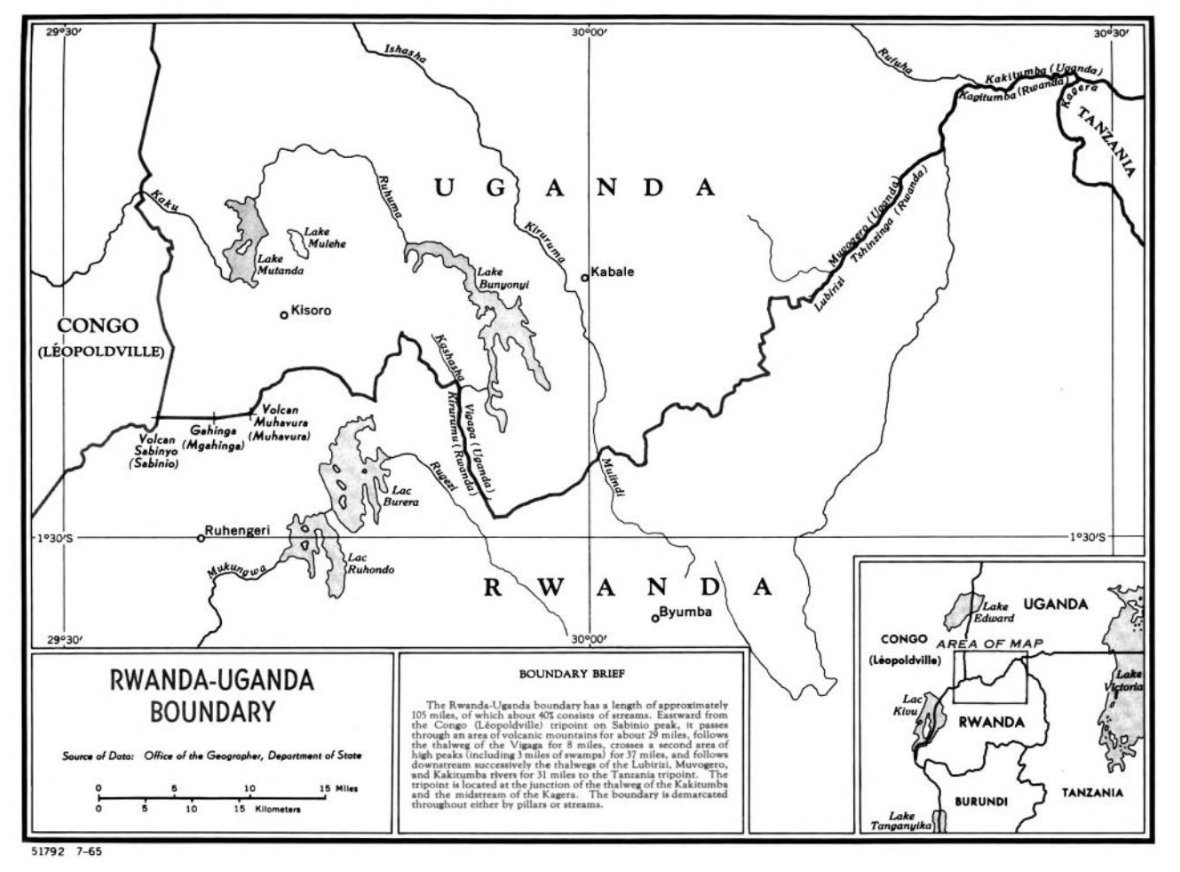
Mappa del confine tra il Ruanda e l'Uganda

La designazione del territorio, che pose fine a un periodo di contrattazione internazionale, delineò la sfera d'influenza britannica a nord del 1º parallelo di latitudine sud e la sfera d'influenza tedesca sotto questa linea. Prima del trattato del 1890, i britannici rivendicavano un'area a sud del lago Vittoria che si estendeva fino al Lago Tanganica, mentre i tedeschi reclamavano un confine che si sarebbe esteso verso nord-ovest dalla sponda orientale del Lago Vittoria incrociando il Regno di Buganda, che all'epoca rappresentava una parte dell'Uganda. Quest'ultima rivendicazione avrebbe permesso una via di accesso delle sorgenti del Nilo all'interno della sfera tedesca.
Nel 1910 una conferenza anglo-tedesco-belga tenutasi a Bruxelles sancì tramite un accordo che il monte Sabyinyo sarebbe stato il triplice confine dei rispettivi territori di Uganda, Africa orientale tedesca e Congo belga e portò a una serie di trattati bilaterali tra i partecipanti. Un accordo anglo-tedesco firmato a Bruxelles il 14 maggio 1910 delimitò l'attuale confine tra il Ruanda e l'Uganda e tra la Tanzania e l'Uganda. I dettagli sulla delimitazione finale furono forniti da un protocollo anglo-tedesco firmato a Kamwezi (Uganda) il 30 ottobre 1911.
Tra il 1885 e la prima guerra mondiale, il Ruanda fu amministrato con il Burundi (ex Urund)i) e il Tanganica come parte dell'Africa orientale tedesca. Dopo la prima guerra mondiale, con la sconfitta tedesca, fu proclamato un mandato belga per il Ruanda-Urundi divenuto, dopo la seconda guerra mondiale, un'amministrazione fiduciaria belga. Sia il Ruanda che il Burundi divennero indipendenti il 1º luglio 1962. L'Uganda, che fu un protettorato britannico dal 1902, divenne indipendente il 9 ottobre 1962. Da allora il confine divenne internazionale tra due stati pienamente sovrani.
Nell'aprile 2010, sotto la spinta dell'Unione Africana, entrambi i paesi hanno raggiunto un accordo per la demarcazione del confine.

## Ecosistemi
La sezione occidentale del confine attraversa i vulcani spenti dei monti Sabyinyo, Mgahinga e Muhabura, nei monti Virunga. Il confine si trova tra le rinomate aree faunistiche del Parco nazionale dei Vulcani (Ruanda), del Parco nazionale Mgahinga Gorilla (Uganda) e del Parco nazionale Virunga (nella vicina Repubblica Democratica del Congo).

## Insediamenti vicino al confine

### Ruanda
- Cyanika
- Gatuna
- Kagitumba

### Uganda
- Katuna
- Kyanika
- Mirama Hills